# Saint-Nizier-sous-Charlieu
Saint-Nizier-sous-Charlieu este o comună în departamentul Loire din sud-estul Franței. În 2009 avea o populație de 1.671 de locuitori.

## Evoluția populației
| An        | 1975  | 1982  | 1990  | 1999  | 2006  | 2009  |
| --------- | ----- | ----- | ----- | ----- | ----- | ----- |
| Populație | 1.216 | 1.449 | 1.579 | 1.571 | 1.631 | 1.671 |